# Somatischer Zellkerntransfer

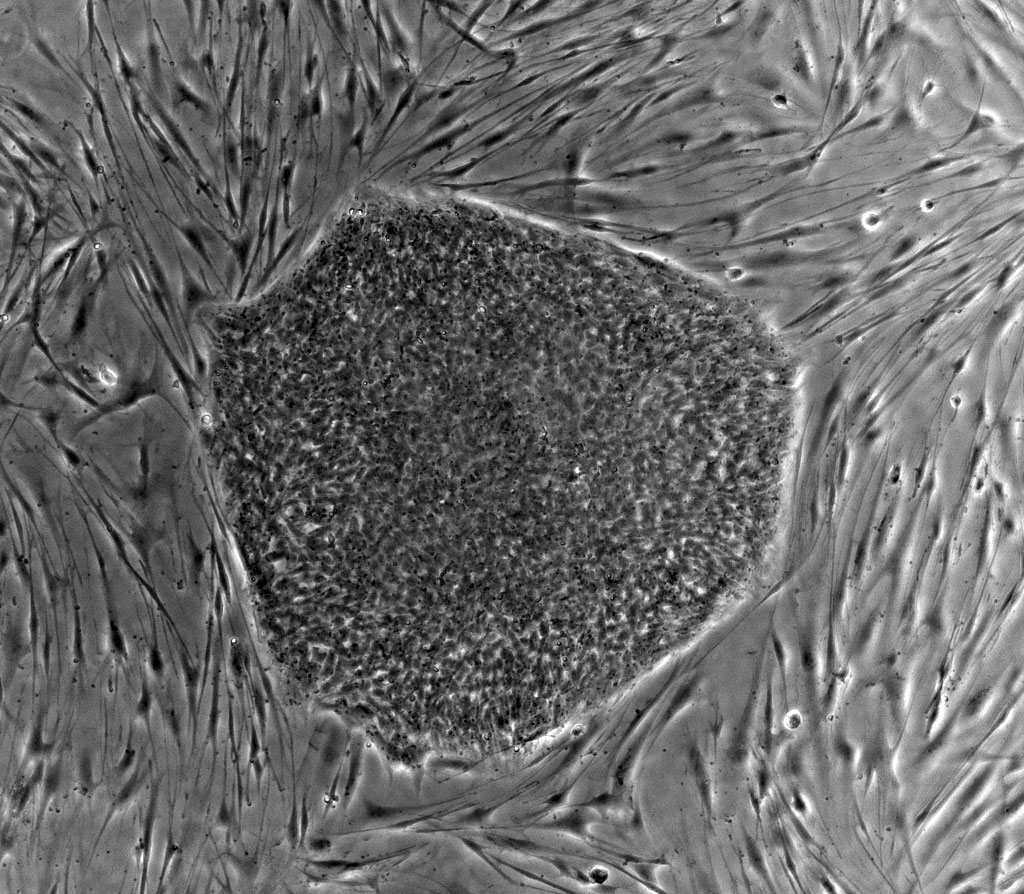
Menschliche embryonale Stammzellkolonie auf MEF-Fütterzellen.

Der somatische Zellkerntransfer (engl. somatic cell nuclear transfer, SCNT) bezeichnet in der Genetik den Transfer eines Zellkerns in eine kernlose Zelle zum Zwecke des Klonens. Der somatische Zellkerntransfer ist eine Form der ungeschlechtlichen Vermehrung und eine der drei Methoden zur Erzeugung induzierter pluripotenter Stammzellen. Der somatische Zellkerntransfer ist darunter die einzige Methode zur Erzeugung pluripotenter Stammzellen aus totem Gewebe, wie z. B. gefrorenes oder lyophilisiertes Gewebe. Stammen die Eizelle und der Zellkern von zwei verschiedenen Arten, handelt es sich um einen zytoplasmatischen Hybrid, kurz Cybrid.

## Prinzip
Der Zellkern einer Zelle enthält die DNA eines Organismus, welche als Vorlage dient. Beim Entfernen des Zellkerns einer Zelle und dem Ersetzen desselben mit einem Zellkern einer anderen Zelle, wird die Vorlage einer Zelle auf eine andere übertragen. Die Zelle und alle Zellen, die sich von dieser durch Zellteilung ableiten, verändern sich daher.

## Probleme
Da der Stress für die Zelle und den Zellkern enorm ist, führt dieser Prozess zu einer hohen Sterberate für die Empfängerzellen. Dieser Vorgang kann zurzeit nicht automatisiert werden und muss manuell unter einem Mikroskop ausgeführt werden, was sehr aufwendig ist. Die Austragungsrate ist aufgrund einer unvollständigen epigenetischen Reprogrammierung in der Eizelle gering. Häufig treten Fehler in der Ausbildung der Plazenta auf, wie z. B. Placentomegalie, verminderte Vaskularisation, Hypoplasie des trophoblastischen Epithels und ein überdurchschnittliches fötales Wachstum.
Weil die Spenderzelle eine somatische Zelle ist, muss sie künstlich „aktiviert“ werden, um als befruchtete Eizelle arbeiten zu können, denn sie soll anschließend zu einem ganzen Organismus heranwachsen. Die zur Aktivierung führenden biochemischen Prozesse sind zum jetzigen Zeitpunkt noch nicht komplett verstanden.

## Ethische Aspekte

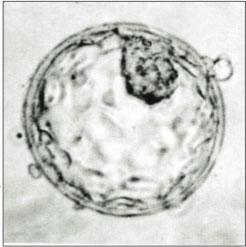
Menschliche Blastocyste mit der inneren Zellmasse (oben rechts).

Das Ethics Committee of the American Society for Reproductive Medicine lehnt den SCNT zur Behandlung von Unfruchtbarkeit aufgrund von Sicherheitsbedenken, aufgrund von unbekannten Auswirkungen auf Kinder, Familien und die Gesellschaft und aufgrund von ethisch vertretbareren Alternativen der unterstützenden Reproduktionsmedizin als unethisch ab.
Die gleiche Methodik zur Behandlung von Unfruchtbarkeit per SCNT kann auch zum reproduktiven Klonen verwendet werden. In den Vereinigten Staaten haben sich Organisationen gebildet, welche gegen das reproduktive Klonen eintreten. Manche amerikanische Wissenschaftler argumentierten für den SCNT, dass es sich bei dem erzeugten Klon nach dortiger Rechtslage noch nicht um einen menschlichen Embryo handele. Weiterhin erfolgt der SCNT in humane Eizellen, welche bislang zuerst entnommen werden müssen, wobei ein Risiko des ovariellen Hyperstimulationssyndroms besteht. Überzählige erzeugte Embryonen dürfen in Deutschland nicht vernichtet werden, da die Vernichtung von Embryonen juristisch als Mord behandelt wird. Weiterhin wird der kommerzielle Handel mit menschlichen Eizellen als unethisch betrachtet. Daher wird momentan untersucht, Eizellen aus iPS zu erzeugen.
Ein möglicher Nutzen des SCNT ist die Erzeugung von größtenteils autologen Zelllinien für einen adoptiven Zelltransfer in Patienten zum Ersatz defekter oder insuffizienter Zelltypen. Die genomische DNA dieser Zellen ist identisch zu der des Empfängers, die mtDNA stammt von der Eizellspenderin.

## Rechtslage
Die Convention on Human Rights and Biomedicine und das Additional Protocol to the Convention for the Protection of Human Rights and Dignity of the Human Being with regard to the Application of Biology and Medicine, on the Prohibition of Cloning Human Being des Europarats verbietet den SCNT beim Menschen. Bisher haben 31 der 45 Mitgliedsstaaten die Vorlagen der Konvention unterzeichnet und 18 davon haben sie verabschiedet. Das Zusatzprotokoll wurde von 39 Mitgliedsstaaten unterzeichnet und von 14 ratifiziert.
In Großbritannien ist der SCNT zu Forschungszwecken laut Human Fertilisation and Embryology Act 1990 in der Fassung nach 2001 durch die Human Fertilisation and Embryology Authority genehmigungsfähig.
In den Vereinigten Staaten ist der SCNT legal. Im Jahr 2002 wurde jedoch ein Moratorium über die staatliche Forschungsförderung des SCNT beschlossen.
Im Jahr 2003 nahmen die Vereinten Nationen einen Vorschlag von Costa Rica an, der alle Formen des Klonens von Menschen verbietet, da es inkompatibel mit der Menschenwürde und dem Schutz menschlichen Lebens sei. Je nach juristischer Interpretation umschließt dieser Passus auch den SCNT.

## Geschichte
Ein Zellkerntransfer wurde das erste Mal 1895 durch Yves Delage angedacht. Zuvor war 1885 von Hans Adolf Eduard Driesch ein Embryo des Seeigels durch Schwenken zu zwei Zwillingen geteilt worden. Im Jahr 1902 führte Hans Spemann den Versuch mit einem Embryo eines Wirbeltiers durch (ein Salamander), wobei er eine Schlinge aus dem Haar eines Säuglings zur Trennung der Zellen verwendete. Das methodische Vorgehen des Zellkerntransfers wurde 1924 durch Hans Spemann vorgeschlagen. Im Jahr 1935 erhielt er den Nobelpreis für Physiologie oder Medizin, und 1938 erweiterte er seine methodischen Vorschläge ein letztes Mal. Jedoch waren die Methoden erst 1952 ausreichend entwickelt, als ein Transfer von Zellkernen embryonaler Zellen in Fröschen durch Robert Briggs und Thomas J. King erfolgte. John Gurdon konnte die vollständige Reprogrammierung der transplantierten Zellkerne zeigen, d. h. aus den differenzierten Zellen konnten induzierte pluripotente Stammzellen gewonnen werden, aus denen sich alle Zelltypen entwickeln konnten. Im Jahr 2012 wurde John Gurdon der Nobelpreis für Physiologie oder Medizin verliehen.
Die erste Veröffentlichung eines somatischen Zellkerntransfers in Säugern erfolgte 1975 bei Kaninchen durch Derek Bromhall, wobei der Versuch nur bis zum Morula-Stadium dauerte. Die Publikation des ersten geborenen Säugetiers erfolgte 1981 durch Karl Illmensee. Diese Ergebnisse konnten jedoch nicht reproduziert werden. Mit Hilfe der Methoden der In-vitro-Fertilisation, welche die Erfolgsquote von Wachstum und Einnistung in eine Gebärmutter verbesserte, konnten Steen Willadsen 1984 erstmals Schafe und Neal First, Randal Prather und Willard Eyestone 1986 erstmals Kühe klonen. Das von Keith Campbell und Ian Wilmut geklonte Schaf Dolly stellte 1996 den ersten bekannten Fall eines aus einer somatischen Zelle (in diesem Fall aus einer Hautzelle des Euters) geklonten Säugetiers dar. Im Jahr 2002 wurde durch Rudolf Jaenisch bewiesen, dass in den entkernten Spender-Eizellen keine genetische Information vorlag und die Reprogrammierung durch den transplantierten Zellkern erfolgte.
Am 15. Mai 2013 wurde in Cell berichtet, dass es erstmals gelungen sei, auf dem Wege des Zellkerntransfers pluripotente menschliche Stammzellen aus Spenderzellen von Kindern zu gewinnen und zu spezialisierten Zellen der Bauchspeicheldrüse sowie zu Blut-, Herz-, Leber- und Nervenzellen fortzuentwickeln. Im Jahr 2014 wurde erstmals erfolgreich ein SCNT mit humanen Zellkernen von Erwachsenen durchgeführt.  Im Januar 2018 wurde bekannt, dass es chinesischen Wissenschaftlern am Institut für Neurowissenschaften der Chinesischen Akademie der Wissenschaften in Shanghai gelungen sei, zum ersten Mal Affen zu klonen. Es wurden zwei Javaneraffen geboren.